# Płochocin (przystanek kolejowy)
Płochocin – przystanek kolejowy w Płochocinie, w województwie mazowieckim, w Polsce. Według klasyfikacji PKP ma kategorię dworca lokalnego. Znajdują się tu 2 perony.
Jest to ostatni przystanek II Strefy Biletowej ZTM. Na stacji zatrzymują się jedynie pociągi podmiejskie należące do Kolei Mazowieckich. Pociągi dalekobieżne oraz towarowe przejeżdżają przez stację bez zatrzymania.
| Przewoźnik         | Przewoźnik | Trasa                                                                                    |
| ------------------ | ---------- | ---------------------------------------------------------------------------------------- |
| Koleje Mazowieckie | R3         | Warszawa Wschodnia – Warszawa Śródmieście - Warszawa Włochy - Płochocin – Błonie - Kutno |

## Ruch pasażerski[2]
| Rok  | Wymiana pasażerska na dobę |
| ---- | -------------------------- |
| 2017 | 700-999                    |
| 2018 | 700-999                    |
| 2019 | 2000-3000                  |
| 2020 | 1000-1500                  |
| 2021 | 1000-1500                  |
| 2022 | 2000-3000                  |
| 2023 | 2000-3000                  |